# Bagsecg

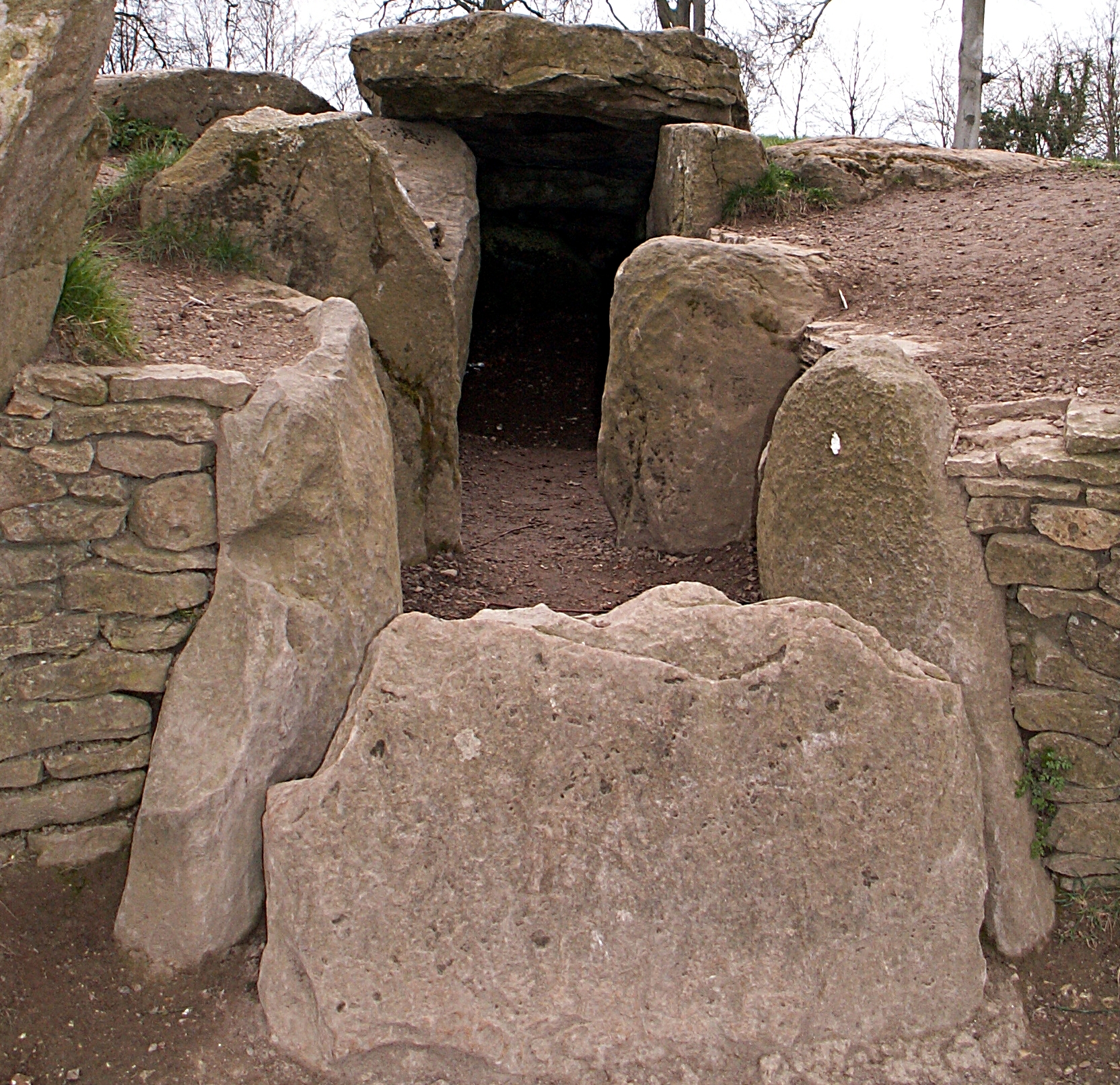
Waylands Smithy, unde a fost îngropat Bagsecg conform tradiției Berkshire

Bagsecg (cunoscut, de asemenea, sub numele de Bægsecg sau Bagsec) (d. 8 ianuarie 871) a fost un lider viking denumit în mod obișnuit ca rege. În 870 sau 871 a condus Marea Armată Vikingă în Anglia. Forțele sale s-au alăturat celor ale marii armate daneze care invadase deja Anglia de mai mult timp. El și Halfdan Ragnarsson au devenit liderii unei invazii comune a Regatului Wessex. A fost ucis în Bătălia de la Ashdown, luptând împotriva unei armate saxone condusă de regele Ethelred și de fratele său mai mic, viitorul Alfred cel Mare.

## Invazia
Se cunosc puține lucruri despre Bagsecg înainte de sosirea sa în Anglia. A sosit ori în 870, ori în 871 în estul Angliei ca lider al unei armate masive cunoscută ca mare armată vikingă, armată care a ajuns în vară, așa că data probabilă când a sosit ar putea fi 870. La această dată forțele vikinge controlau mare parte din nordul și estul Angliei, inclusiv Kent, și înaintau încet spre vest și sud-vest spre Wessex. Devreme în 871, Bagsecg și Halfdan Ragnarsson au trimis câteva forțe pentru a ataca regatul Wessex, care a rămas vulnerabil la raiduri. Au capturat Reading, Berkshire, și și-au stabilit tabăra în oraș. Pe 4 ianuarie 871, Alfred cel Mare (care nu era încă rege) a încercat să atace tabăra; cu toate acestea Bagsecg a câștigat o mare victorie în Bătălia de la Reading aducând pierderi teribile armatei lui Alfred.

## Moartea
Pe 8 ianuarie 871, ambele forțe s-au întâlnit pe North Wessex Downs în Berkshire (posibil partea aflată acum în Oxfordshire). Vikingii au fost comandați de Bagsecg și Halfdan și alți cinci earli danezi. Armata vikingă era depășită numeric în comparație cu cea a saxonilor conduși de Alfred. Această luptă urma să determine soarta Wessex-ului și a regelui său. Fratele mai mare al lui Alfred, regele Æthelred de Wessex era ocupat cu rugăciunea într-o biserică, și a refuzat să lupte până când nu ar fi sosit și cealaltă armată a sa. Astfel Alfred a ajuns la comandă, iar armatele saxonă și vikingă s-au întâlnit, lupta în sine durată toată ziua. Bagsecg a fost ucis, împreună cu cei cinci earli. Potrivit Cronicii Anglo-Saxone, Bagsecg a fost ucis de o sabie, în timp ce Halfdan a fugit de pe câmpul de luptă împreună cu restul armatei înapoi la Reading. Bătălia de la Ashdown a fost o bătălie câștigată la limită de saxoni.

## Moștenire
Conform folclorului local din Berkshire, Bagsecg a fost înmormântat la Waylands Smithy și earl-ii la Șapte Movile. Acest lucru este, totuși, destul de îndoielnic. Waylands Smithy datează din neolitic, iar Șapte Movile datează din epoca bronzului. Este posibil ca movilele să fi putut fi refolosite pentru înmormântare de-a lungul timpului. Cu toate acestea, pe coborâșurile deasupra satului Harwell s-au aflat o succesiune de copaci cunoscuți sub numele de „Bag's sau Bagg's Tree” , probabil un indiciu al locului morții sau al înmormântării lui Bagsecg. Acest copac nu mai există, dar locul este marcat încă de pe vremea hărții Ordnance Survey ale zonei.

## Cultura populară
În filmul britanic din 2013, Ciocanul zeilor, un Bagsecg muribund este interpretat de actorul James Cosmo.